# Bodotria scorpioides
Bodotria scorpioides is een zeekomma uit de familie Bodotriidae.

## Kenmerken
B. scorpioides is een zeekomma met typische kommavorm, die tot 7 mm lang wordt. De carapax draagt een dorsale en een paar laterale carinae (huidplooien) en bezit geen uitgesproken pseudorostrum. Het eerste pereoniet is dorsaal (van boven gezien) niet zichtbaar. Bij beide geslachten dragen enkel de eerste pereopoden een exopodiet (buitenste tak). De endopodiet (binnenste tak) van de uropode heeft twee segmentjes—waardoor de soort duidelijk verschilt van B. arenosa. Zoals alle Bodotriidae heeft deze soort geen telson.

## Ecologie
Ze komen voor in grofzandige substraten, vanaf de getijdenzone tot op een diepte van 100 m, maar vooral in ondiep water.
De meerderheid van de zeekommasoorten in de gematigde ondiepe wateren leven waarschijnlijk slechts een jaar of minder en planten zich tweemaal per jaar voort. Ze voeden zich met micro-organismen en organisch materiaal uit bodemafzettingen.
B. scorpioides komt voor in de Noordzee, de Middellandse Zee en het Skagerrak.